# Outpost (Buckethead)
Outpost è l'ottantasettesimo album in studio del chitarrista statunitense Buckethead, pubblicato il 30 aprile 2014 dalla Hatboxghost Music.

## Descrizione
Cinquantottesimo disco appartenente alla serie "Buckethead Pikes", si tratta del quarto ed ultimo album pubblicato da Buckethead nel mese di aprile 2014, uscito appena due giorni dopo Night Gallery.

## Tracce
Musiche di Buckethead.
1. Outpost – 7:40
2. Minor Domo – 11:09
3. Electric Umbrella – 2:48
4. Pressed Pennies – 3:03
5. Look Through – 4:20

## Formazione
- Buckethead – chitarra, basso, programmazione